# Ludovic Roux
Ludovic Roux (Sallanches, 4 aprile 1979) è un ex combinatista nordico francese.

## Biografia
In Coppa del Mondo esordì il 5 gennaio 1987 a Schonach (10°) e ottenne l'unico podio il 18 gennaio 1998 a Chaux-Neuve (3°).
In carriera prese parte a tre edizioni dei Giochi olimpici invernali, Nagano 1998 (31° nell'individuale, 3° nella gara a squadre), Salt Lake City 2002 (26° nell'individuale, 10° nella sprint, 6° nella gara a squadre) e Torino 2006 (26° nell'individuale, 5° nella gara a squadre), e a cinque dei Campionati mondiali (7° nella gara a squadre a Val di Fiemme 2003 e a Oberstdorf 2005 i migliori risultati).

## Palmarès

### Olimpiadi
- 1 medaglia:
  - 1 bronzo (gara a squadre a Nagano 1998)

### Mondiali juniores
- 4 medaglie:
  - 1 oro (gara a squadre a Canmore 1997)
  - 1 argento (gara a squadre ad Asiago 1996)
  - 2 bronzi (individuale a Canmore 1997; gara a squadre a Saalfelden 1999)

### Coppa del Mondo
- Miglior piazzamento in classifica generale: 10º nel 1998
- 1 podio (individuale):
  - 1 terzo posto